# 伊薩刺蝶魚
伊薩刺蝶魚，為輻鰭魚綱鱸形目鱸亞目蓋刺魚科的一個種。

## 分布
本魚分布於西大西洋區，包括百慕達群島、古巴、貝里斯、尼加拉瓜、墨西哥等海域。

## 深度
水深2-92公尺。

## 特徵
本魚體側扁，略呈長橢圓，口小，成魚頭部具淡黃色斑塊，體藍色，魚鱗具黃色邊緣，胸鰭、腹鰭及尾鰭黃色，背鰭及臀鰭軟條部延長至尾部且具黃色邊緣。額部具一鐵青色斑點，另外胸鰭基部也具一枚。幼魚體為褐色，頭部、腹鰭及尾部黃色。頭部具一條鑲亮藍色褐色直條紋通過眼睛，背鰭及臀鰭有亮藍色邊緣。體側具2條亮藍色直條紋。體長可達45公分。

## 生態
本魚幼魚棲息較淺的礁石區，而成魚棲息於較深之岩礁或珊瑚礁，屬肉食性。有雪卡魚毒之紀錄。

## 經濟利用
可做為觀賞魚。